# Иван Гемеджиев
Иван Христов Гемеджиев е български футболист, полузащитник. Висок е 178 см и тежи 84 кг. Играл е за Ботев (Пловдив), Спартак (Пловдив), Олимпик (Тетевен), Литекс, Лудогорец, Рилски спортист, Ботев (Враца), Македонска слава и Спартак (Плевен). Шампион и финалист за купата на страната през 1999 с Литекс, бронзов медалист през 1995 г. с Ботев. За купата на УЕФА е изиграл 2 мача за Ботев. В А група има 118 мача и 12 гола.

## Статистика по сезони
- Рилски спортист – 1993/94 – Б група, 11 мача/2 гола
- Рилски спортист – 1994/95 – Б група, 24/9
- Ботев (Пд) – 1995/96 – А група, 16/2
- Спартак (Пд) – 1996/97 – Б група, 29/3
- Олимпик (Тет) – 1997/98 – А група, 26/3
- Олимпик (Тет) – 1998/ес. - Б група, 14/3
- Литекс – 1999/пр. - А група, 2/0
- Лудогорец – 1999/ес. - Б група, 9/0
- Рилски спортист – 2000/пр. - В група, 15/6
- Ботев (Враца) – 2000/01 – Б група, 14/3
- Ботев (Враца) – 2001/ес. - Б група, 8/0
- Рилски спортист – 2002/пр. - Б група, 12/3
- Рилски спортист – 2002/03 – А група, 21/3
- Македонска слава – 2003/04 – А група, 25/3
- Спартак (Пл) – 2004/ес. - Б група, 8/0
- Рилски спортист – 2005/пр. - Б група, 12/3
- Рилски спортист – 2005/06 – Западна Б група, 25/12
- Рилски спортист – 2006/07 – А група, 28/8
- ФК Кастория – 2007/08 – Бета етники
- Рилски спортист – 2008/09 – Западна Б група, 23/10
- Брестник (отбор) – 2009/10 – Източна Б група, 9/0